# Abseilgerät
Als Abseilgerät wird gemeinhin ein mechanisches Gerät oder Ausrüstungsteil zum Bremsen eines durchlaufenden Seils bezeichnet, mit dem ein Anwender sicher und unter planmäßiger Belastung des Seiles von einer höhergelegenen zu einer tiefer gelegenen Position gelangen kann.
Einige Abseilgeräte ermöglichen auch die vertikale Fortbewegung von unten nach oben (insbesondere Rettungshubgeräte nach DIN EN 341).
Unter anderem finden sie Anwendung beim Abseilen im Klettersport, bei seilunterstützten Zugangsverfahren und in der Rettung aus Höhen und Tiefen.
Die Bezeichnung Abseilgerät ist insofern teilweise irreführend, als z. B. einfache Ausrüstungen wie Braking Bars keine Geräte im Sinne der europäischen Normen-Nomenklatur sind. Sie werden in der Normung als Seilbremsen oder gegebenenfalls als Seileinstellvorrichtungen (wenn sie mit einer Blockierfunktion ausgestattet sind) bezeichnet. Zudem sind hierbei die unterschiedlichen Normenkreise für Bergsport und persönliche Schutzausrüstung gegen Absturz (PSAgA) bzw. der Bereich der Maschinenrichtlinie zu beachten.
Eine Sonderform der Abseilgeräte im Sinne dieses Artikels sind Höhensicherungsgeräte, die nach dem Auffangen eines Sturzes den Anwender mit einer ungefährlichen Geschwindigkeit (Standard: 1,5 m/s) bis zum Boden ablassen.
Die Einordnung unter den PSA-Normen (Persönliche Schutzausrüstung) ist umstritten, da Abseilgeräte nicht einen Sturz im Sinne der PSAgA verhindern, sondern der vertikalen Fortbewegung in einem planmäßig belasteten Arbeitsplatzpositionierungssystem dienen. Deshalb ist die EN 341 derzeit nicht im Katalog der harmonisierten Normen der EU geführt.

## Anforderungen an Abseilgeräte
Gute Abseilgeräte zeichnen sich durch folgende Parameter aus:
- Bruchfestigkeit

Die Bruchlast, d. h. die maximale Belastungskraft spielt hier eine entscheidende Rolle. Diese wird durch Normen und Standards definiert.
- Bedienbarkeit

Jeder sollte auch in angespannten Situationen das Abseilgerät sicher handhaben können. Manche Geräte sind komplizierter, manche einfacher zu handhaben. Auf jeden Fall sollte die Handhabung geübt werden.
- Beschaffenheit

Das Gerät kann aus unterschiedlichen Werkstoffen gefertigt sein, dieses definiert auch das Gewicht.

## Klettern (Bergsport)

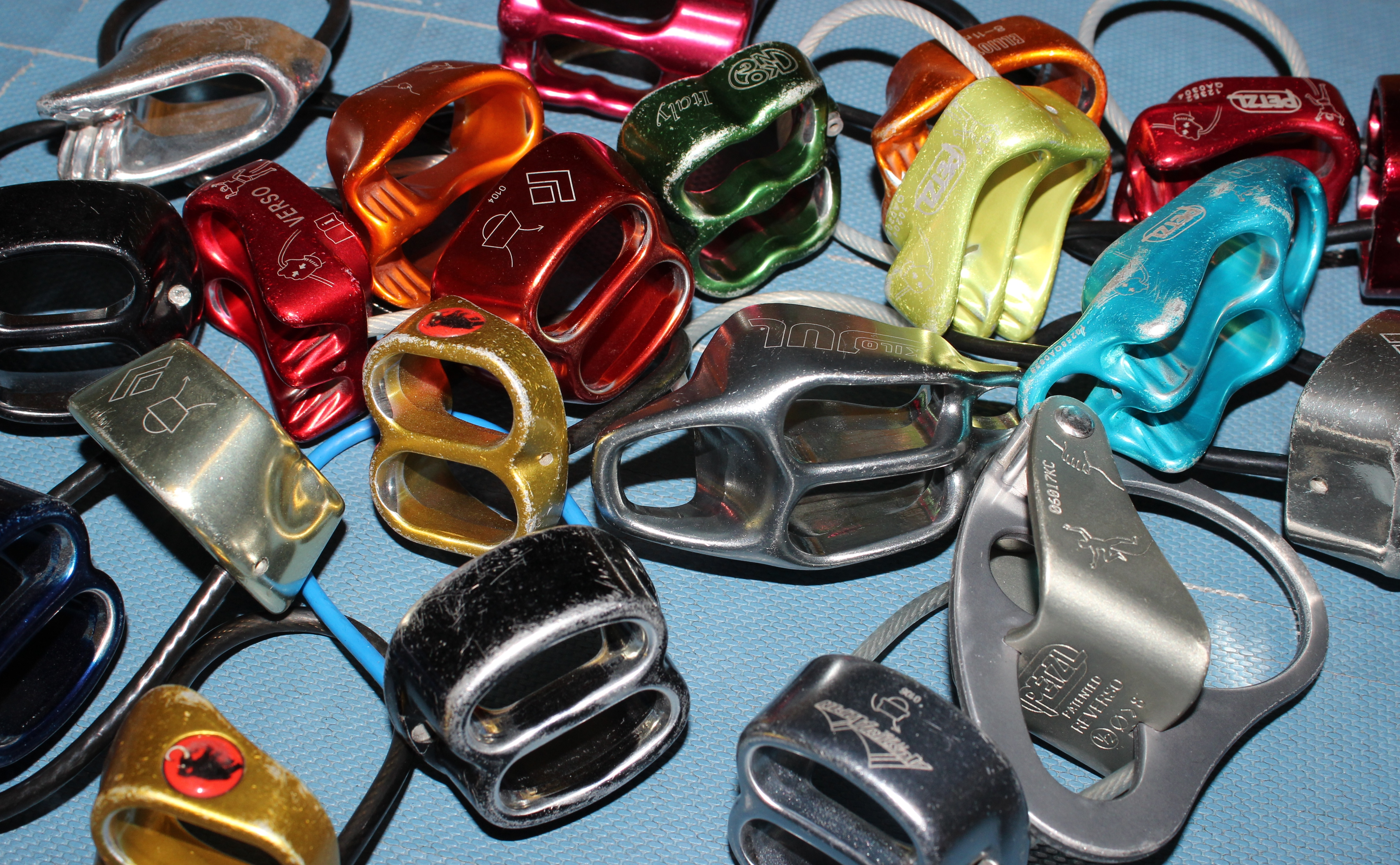
Verschiedene Tuber unterschiedlicher Hersteller

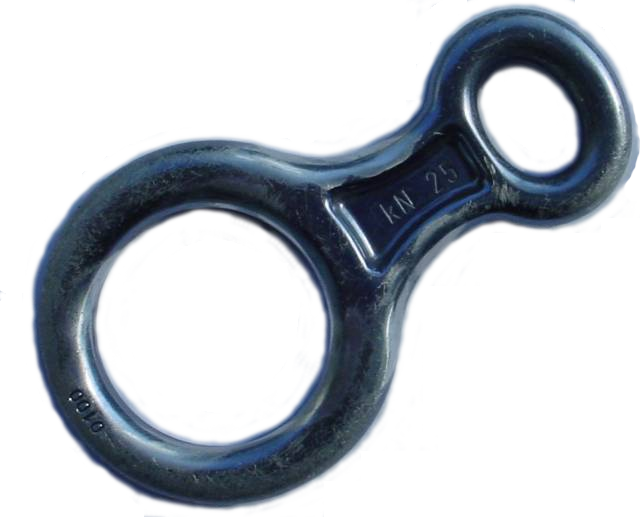
Abseilachter

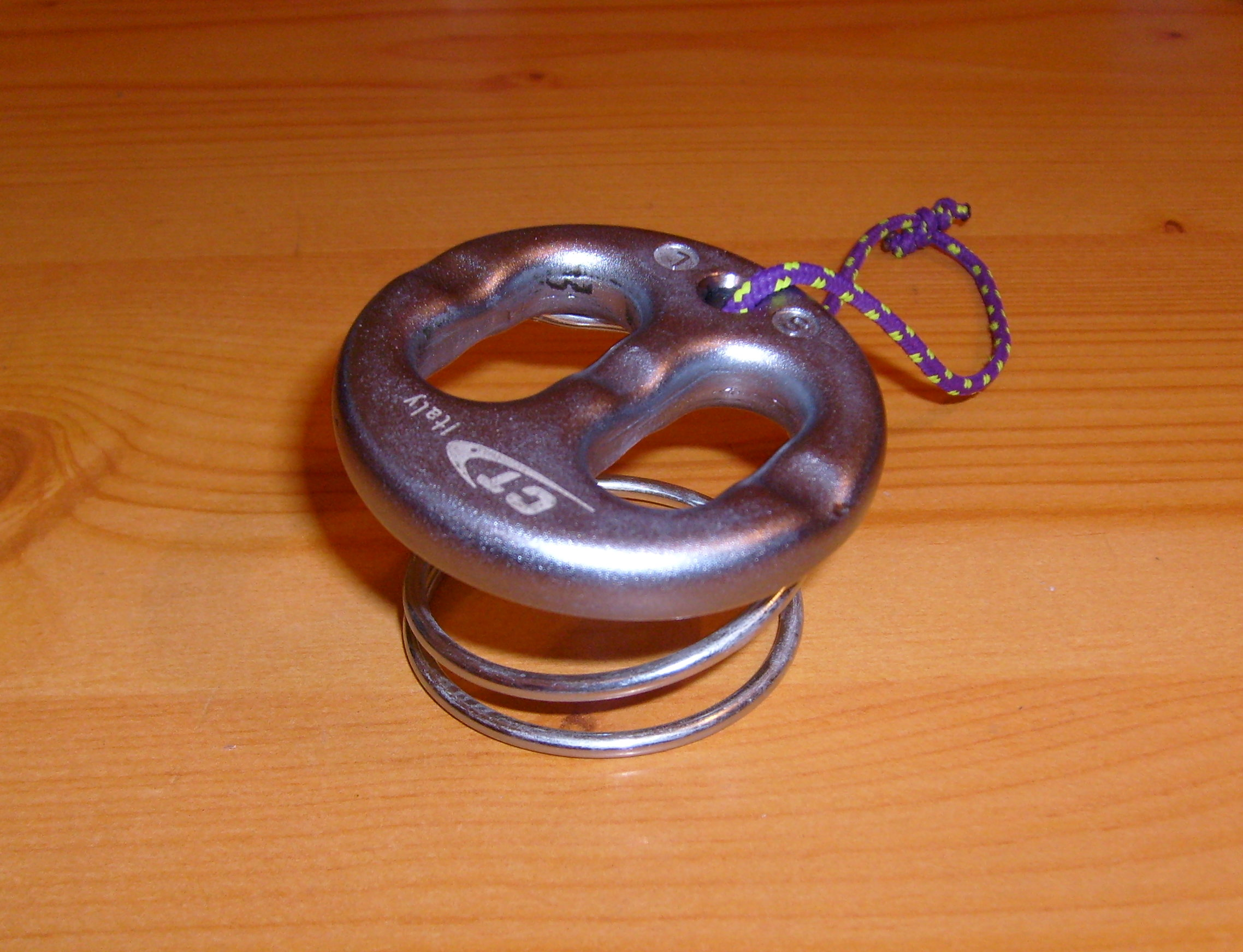
Stichtplatte mit abnehmbarer Spiralfeder des Herstellers Climbing Technology

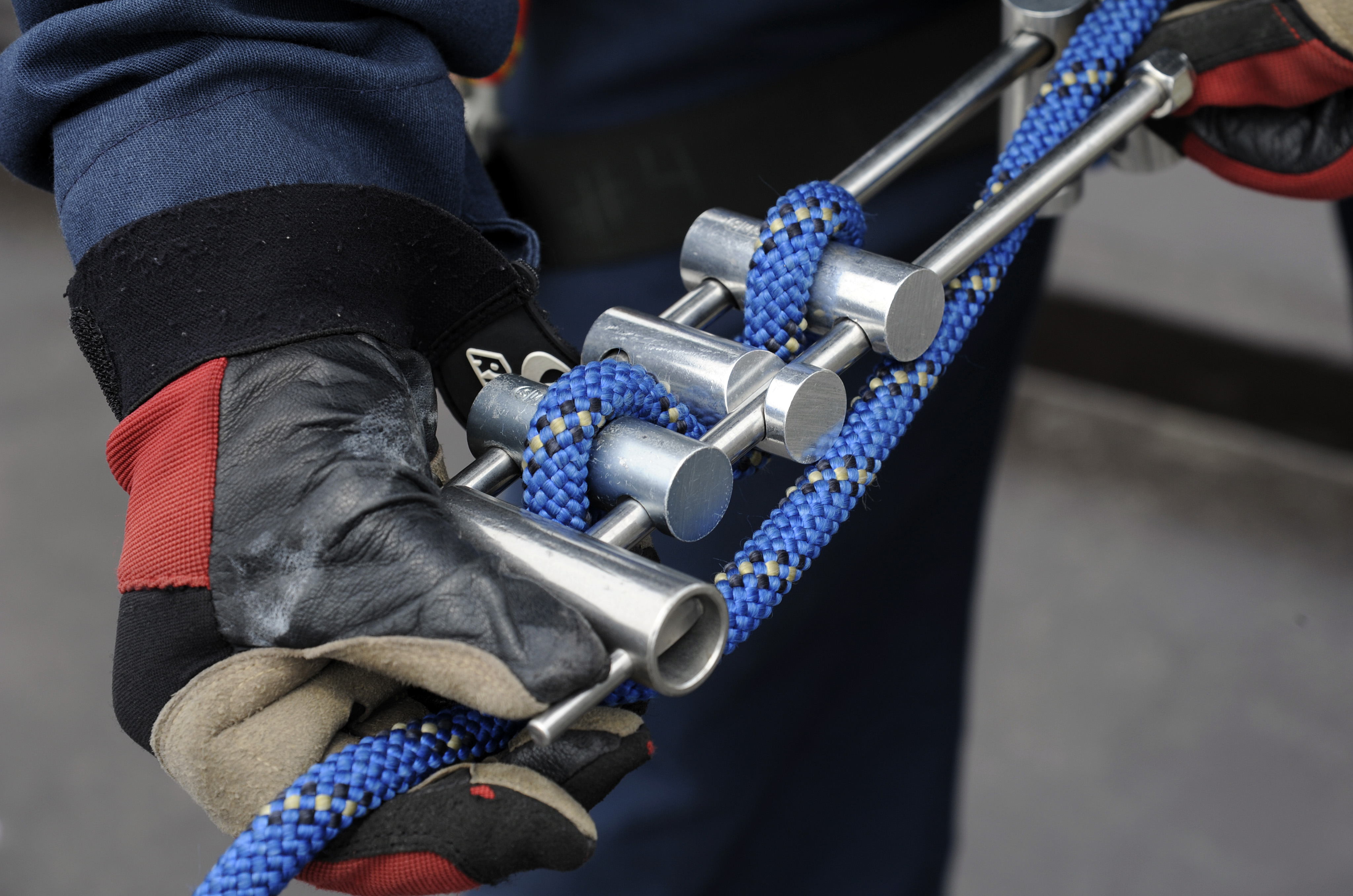
Einfache Seilbremse eingesetzt bei Höhlenforschern

Zum Abseilen benutzen Klettersportler meist Ausrüstungen, die auch zum Sichern geeignet sind. Jedes Abseilgerät muss ein Abseilen am Doppelstrang ermöglichen, da nur so ein Abziehen des Seils gewährleistet werden kann.
Generell wird zwischen Autotuber, Tuber und Halbautomaten (Seileinstellvorrichtungen mit Blockierfunktion) unterschieden. Hier ist eine große Bandbreite an Geräten auf dem Markt. Ein typischer Autotuber ist das Megajul von Edelrid, ein typischer Tube ist z. B. das Smart von Mammut, das häufig eingesetzt wird. Typische Halbautomaten sind z. B. Click Up von Climbing. Der Deutsche Alpenverein (DAV) hat zu den Halbautomaten umfangreiche Tests veröffentlicht.
Ein klassisches Abseilgerät ist der Abseilachter, der allerdings etwas aus der Mode gekommen ist, da neuere Geräte größere Vorteile haben.
Die Stichtplatte (auch Stichtbremse) ist ein Vorläufer der Tuber, die dessen Wirkmechanismus verbessert haben.
Es wird empfohlen, zum Abseilen dieselben Geräte wie zum Sichern zu verwenden. Dies hat den Vorteil, dass man nur ein Gerät mitführen muss und die Handhabung und Bedienung bereits eingeübt ist.
Davon abzugrenzen sind sogenannte Selbstsicherungsautomaten (nach EN 360), wie sie in Kletterhallen verwendet werden, die einen Kletterer nach einem Sturz automatisch kontrolliert ablassen.

## Gewerbliche Anwendung
In der gewerblichen Anwendung können Abseilgeräte sowohl zur Arbeitsplatzpositionierung, als auch zur Selbst- und Kameradenrettung eingesetzt werden. Auch Höhensicherungsgeräte (nach EN 360) werden dabei gelegentlich als Abseilgerät bezeichnet, da diese den Nutzer nach Auffangen eines Sturzes kontrolliert ablassen.

## Höhenrettung
In der Speziellen Rettung aus Höhen und Tiefen (SRHT) der Feuerwehr werden Abseilgeräte zum einen genutzt, um zu hilflosen Personen zu gelangen, als auch um diese an einen sicheren Ort abzulassen oder anzuheben.
Zur Rettung eingesetzte Geräte müssen mindestens die Anforderungen nach DIN EN 341 erfüllen.

## Normung

### Bergsportliche Normung
Diese Sicherungsgeräte sind nach DIN EN 15151 genormt.

### Gewerbliche Normung (Bereich PSA)
Anforderungen nach DIN EN 341 erfüllen. Die Norm teilt die Abseilgeräte je nach Höchstbelastung in Klassen A bis D ein. Geräte der Klasse A werden mit einer Arbeit von 7,5 Megajoule geprüft. Dies entspricht 75 Abseilvorgängen einer Masse von 100 kg aus 100 m Höhe.

### Gewerbliche Normung (Bereich Maschinenrichtlinie)
Zum derzeitigen Stand der Diskussion (Januar 2022) ist unklar, ob die EN 341 im Normenkreis PSA verbleiben kann. Die europäische Sicht des CEN spricht dafür, solche Geräte nach der Maschinenrichtlinie zu zertifizieren.